# Giải thưởng Lao động sáng tạo
Lao động sáng tạo là một hình thức khen thưởng của Tổng Liên đoàn Lao động Việt Nam trao tặng hàng năm cho các cá nhân là công nhân, viên chức, người lao động có thành tích xuất sắc trong hoạt động khoa học công nghệ và công đoàn, có sáng kiến cải tiến kỹ thuật, hợp lý hoá sản xuất, sáng chế,... làm lợi cho sản xuất.
Lao động sáng tạo là một hình thức lao động có sự kết hợp của hoạt động trí óc để suy nghĩ, cải tiến, tìm tòi cái mới, tìm ra cách giải quyết tối ưu nhằm nâng cao năng suất, chất lượng và hiệu quả lao động.